# Fleshlight

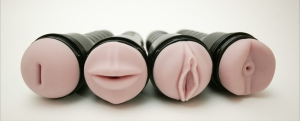
Variedades de Fleshlights: orifício discreto, lábios, vulva e ânus.

Fleshlight é uma marca de brinquedos sexuais destinada ao sexo masculino. Ela é concebida e comercializada pela Interactive Life Forms (ILF). Seu nome vem de "flesh", carne em inglês, em relação ao material utilizado em sua parte interna, e "light", luz, em relação à caixa de plástico que abriga a luva masturbadora interna e que é formada de modo a parecer com uma lanterna de grandes dimensões. A parte interna dos produtos replicam os orifícios: vulva, o ânus, os lábios e um orifício mais discreto e com uma pequena abertura. As Luvas Masturbadoras internas são comercializadas em cor de carne (rosada) ou gelo e sob diversas texturas internas.
A Fleshlight foi projetada por Steve Shubin. Em 1998, lhe foi concedida a patente da invenção que, na época, foi usada como "dispositivo para coleta de sêmen". Esta invenção também foi projetada para ser uma alternativa segura do sexo real, considerando as DSTs, a gravidez.

## Prática
O homem introduz o pênis nas aberturas do brinquedo a fim de estimular o prazer sexual com as reproduções dos lábios, ânus e vulva. Trata-se de uma prática alternativa ou complementar a masturbação.

## Material
Certas fontes indicam que a Fleshlight é feita de material comestível e de grau médico, de polímeros livres de ftalato. Segundo o site da Fleshlight, a inserção não é feita de plástico, látex ou silicone. E afirma que o material é "um segredo da empresa coberta por uma série de patentes nos EUA", enquanto de acordo com a patente pública o material é um gel elastômero  formado a partir de uma mistura que consiste em aproximadamente 90-94% de plastificante e 5-9% de copolímero e outras substâncias como o estireno e o estileno. Devido a composição química do material, sua utilização é apenas adequada com lubrificantes íntimos à base de água, uma vez que os lubrificantes à base de óleo ou sabão podem danificar permanentemente o tecido do brinquedo.

## Prêmios
Nos Estados Unidos:
- XBIZ Award em 2010 -  Varejo Web do Ano.[7]
- XBIZ Award em 2010 - Campanha de Marketing do Ano.[7]